# Kaulahea I.
Poglavica Kaulahea I. (o. 1485., Kūkaniloko, Oahu – ?, Maui) bio je deseti kralj havajskog otoka Mauija (na drevnim Havajima). On je spomenut u drevnim legendama i pojanjima.
Njegov potomak je bio poglavica Kaulahea II., muž kraljice otoka Havaji Kalanikauleleiaiwi.
Rođen je kao princ otoka Molokaija – roditelji su mu bili kralj Molokaija Kahokuohua i njegova supruga, kraljica Hikakaiula. 
Djed mu je bio kralj Loe od Mauija te ga je Kaulahea naslijedio.
Žena Kaulaheje bila je kraljica Kapohanaupuni, poglavarka Hila. Imali su dvojicu sinova, čija su imena:
- Kakae
- Kakaʻalaneo

Kakae je naslijedio svog oca.
Slavni unuk kralja Kaulaheje bio je princ Kaululaʻau.
Tijekom vladavine Kaulaheje nije bilo rata između Mauija i drugih otoka.